# Видмар, Аурелио
Аурелио Видмар (англ. Aurelio Vidmar; род. 3 февраля 1967, Аделаида) — австралийский футболист и футбольный тренер.
Старший брат Тони Видмара.

## Карьера игрока

### Клубная карьера
Аурелио начал свою профессиональную карьеру с местной командой «Аделаида Сити», где играл до переезда в Европу в середине 1990-х годов, в 1994/95 сезоне он стал лучшим бомбардиром чемпионата Бельгии. Он также играл в Испании, Швейцарии, Нидерландах и Японии, прежде чем вернулся в «Аделаида Сити» в 1999 году. Видмар подписал контракт с «Аделаида Юнайтед», когда клуб занял место «Аделаида Сити» в Национальной футбольной лиге, тренер Джон Космина отдал ему капитанскую повязку. Несмотря на планы сыграть в первом сезоне A-лиги, он вышел в отставку в 2005 году, положив конец 20-летней игровой карьере, в которой он сыграл 517 матчей и забил 127 голов.

### Международная карьера
Видмар в течение 12 лет был членом сборной Австралии и участвовал в трёх неудачных квалификационных кампаниях к чемпионату мира. Он забивал в ворота Аргентины Диего Марадоны в решающих квалификационных матчах Австралии 1993 года, играл на «Мельбурн Крикет Граунд» против Ирана в 1997 году, когда Австралия не удержала победу 2:0, сыграв вничью. Аурелио иногда назначался капитаном сборной в период с 1995 по 2001 год. Когда он ушёл в отставку, имел в активе 44 матча и 17 голов на международном уровне.

## Тренерская карьера
После своей отставки в 2005 году он работал помощником Космины в «Аделаида Юнайтед», он был назначен главным тренером команды 2 мая 2007 года. 2007/08 сезон А-Лиги был не очень удачным для Аурелио Видмара, его команда финишировала шестой из восьми и в первый раз не попала в финал. Звучали призывы к его отставке, которые усилила неудачная кампания в Лиге чемпионов АФК, клуб стал третьим в своей группе, а в четвертьфинал проходит только победитель.
Видмар начал пытаться вернуть поддержку болельщиков «Юнайтед», обеспечив ценные приобретения, такие как Кристиано и Саша Огненовский, он построил защиту «Юнайтед» и улучшил атакующие возможности клуба. Он привёл клуб в финал Лиги чемпионов АФК 2008 года, «Юнайтед» стал первой австралийской командой, которой это удалось. Это побудило генерального директора «Аделаида Юнайтед» Сэма Чикарельо в ноябре 2008 года повторно подписать Видмара и его помощника Фил Стаббинса ещё на три года.
В том же месяце Видмар был включён в Зал славы Федерации футбола Австралии. Он также является членом Зала чемпионов Федерации футбола Южной Австралии. Он произнёс спорную обличительную речь после второго матча полуфинала против «Мельбурн Виктори», в котором «Аделаида Юнайтед» проиграла со счётом 4:0 и 6:0 по сумме двух матчей. После матча он утверждал, что Аделаида — «никчёмный город» и что в проигрыше виновата политика клуба. Позже он извинился за свои высказывания.
С началом нового сезона Видмар не смог повторить прошлогодний старт, набрав только пять очков в пяти матчах. Он был подвергнут критике за использование тактики с одним форвардом. «Аделаида Юнайтед» занял последнее место в сезоне 2009/10. В ноябре 2009 года на пресс-конференции Видмар сказал, что «обезглавливит своих игроков, как это делают в Саудовской Аравии», если они будут плохо играть. После этих высказываний «Аделаида Юнайтед» дисквалифицировал Видмара на два матча. Клуб также оштрафовал тренера на $ 10000. После ухода из «Аделаида Юнайтед» Видмар стал тренером молодёжной сборной. В 2013 году он был исполняющим обязанности тренера основной сборной.
В сентябре 2018 года был назначен спортивным директором «Аделаида Юнайтед». Через пять месяцев, 6 февраля 2019 года, клуб объявил о разрыве отношений с Видмаром.
В 2022 году Видмар был назначен тренером другого тайского клуба «Бангкок Юнайтед». Австралиец заменил Точтавана Срипана, который стал техническим директором клуба.
1 ноября 2023 года Видмар стал новым главным тренером «Мельбурн Сити», подписав контракт до конца сезона 2023/24.